# Anagrus supremosimilis
Anagrus supremosimilis är en stekelart som beskrevs av Soyka 1956. Anagrus supremosimilis ingår i släktet Anagrus och familjen dvärgsteklar.
Artens utbredningsområde är Tyskland. Inga underarter finns listade i Catalogue of Life.